# Nicu Gingă
Nicu Gingă (Grăniceri, 10 marzo 1953) è un ex lottatore rumeno, specializzato nella lotta greco-romana.

## Palmarès

### Olimpiadi
- 1 medaglia:
  - 1 argento (Montréal 1976 nei -52 kg)

### Mondiali
- 4 medaglie:
  - 2 ori (Teheran 1973 nei -52 kg; Göteborg 1977 nei -52 kg)
  - 1 argento (Città del Messico 1978 nei -52 kg)
  - 1 bronzo (Katowice 1974 nei -52 kg)

### Europei
- 4 medaglie:
  - 2 argenti (Bursa 1977 nei -52 kg; Bucarest 1979 nei -52 kg)
  - 2 bronzi (Madrid 1974 nei -52 kg; Sofia 1978 nei -52 kg)